# Live CD
Live CD（ライブCD）あるいはLive DVD（ライブDVD）とは、ハードディスク（HDD）やSSDなどの内部補助記憶装置にインストール（導入）することなく、直接OSを起動させることができるCDやDVDである。

## 概要
通常、OSを利用可能な環境を構築するには、主にCDやDVDなどの光ディスクやUSBフラッシュドライブからOSのインストーラーを起動させ、そこでOSの起動に必要なデータをハードディスク（HDD）やソリッドステートドライブ（SSD）などの無電力時のデーター保持と書き換え可能回数に優れ、必要容量以上のシステム向きの補助記憶装置に転送させる工程が必要であるが、Live CD・DVDでは光ディスクを挿入するだけでそのまま利用可能な環境が構築された状態でOSが起動する。
HDD・SSDに導入されたOSでは同ドライブ或いは更に別に用意したドライブ上にファイルが保存されるが、Live CDではそれらのファイルをRAMと同様の一時記憶メモリ内に保持するため（RAMディスク）、HDD・SSDを全く必要としない。この方法は、いくらかの処理速度向上の代わりに、アプリケーションソフトに使用できる主記憶装置（メモリ）量が減少する。そのため通常のHDD・SSDにシステムを導入した場合に比べ、Live CDではより多いメモリが搭載された環境で利用することが望ましいとされる。
またOSによっては、全システムデータもRAMディスクに保持するもの（例えばPuppy Linuxなど）があり、この場合は一度OSを読み込んだ後は起動光ディスクや起動USBフラッシュドライブをそれ以上使用しないため、それが1つしか搭載されていないコンピュータにおいても起動光ディスクやUSBフラッシュドライブが占有されない（交換して追加読み込みや書き込みも可能）。

## 派生
記録する補助記憶装置によって以下のような種類がある。これらも広義でライブCDとして扱われている。多くは下記リムーバブルメディアとなる。
- Live CD
- Live DVD
- Live USB - USBメモリを起動ディスクとして用いるため、ユーザーによる変更の情報を記録することが可能な場合もある。
- Live floppy - 起動ディスク。MS-DOSやLinuxなど。

## 救出・修理用のLive CD
- SystemRescueCd（英語版） - Gentoo Linuxから派生、Linux 2.6 カーネルが母体。WindowsとLinux修理用のツールをまとめたLive CD。
- ikakeya linux - Vine Linux母体のレスキュー用Live CD、現在β版。
- 911 Rescue CD - Windows修理用のツールをまとめたDOS母体のCD。（※技術的にはLive CDではないが修復用ツールのため記述。）
- UBCD - ultimate boot cd
- treehel's FreeSTAR - UBCD派生。Windows向けのオープンソフトをまとめたLive CD。ロシア語版と英語版のWindows向け。

## 主なLive CD

### Unix系OSから派生したLive CD
UNIXやUnix系も参照。

#### BSD系のLiveCD
BSD（BSDの子孫）を基に開発されたもの。

#### NetBSD系
- NetBSD - NetBSD公式のimageファイル(参考書類(英語))。
- NeWBIE - NetBSD系。

#### OpenBSD系
- 河豚板 (FuguIta) - Live DVD版とLive USB版が提供されている。i386/amd64/arm64に対応。
- Anonym.OS（英語版） - 安全な匿名Web閲覧用Live CD[1]。
- Olive BSD - 軽量WindowマネージャーのIceWMとROX-Filerを利用する。

#### FreeBSD系
FreeBSDディストリビューション#Live CDも参照。
- FreeSBIE - FreeBSD系。
- Frenzy mini-CD - FreeBSD系。
- wipe-out - FreeBSD系。ハードディスクドライブ (HDD)のデータ消去に特化したLive CD。
- Ging（英語版） - Debian GNU/kFreeBSDを基盤とした初めてのLive CD。
- DragonFly BSD
- RedBSD

### Linux系のLive CD

GNU/Linux Distro Timeline, 様々に派生したLinuxディストリビューションの系統樹。

Linuxライブディストリビューションの比較も参照。
Linux系のLive CDを1CD Linuxなどと表記されることがある。

#### Debian系
- Debian Live - Debian Etch /  Lenny / Sid 派生のLive CD。Debian Live Project による開発。
- BackTrack - 侵入テストに特化したLive DVD。Debian系。
  - Kali Linux - BackTrackの後継で侵入テストに特化している。Debian系。
- Clonezilla Live - 補助記憶装置またはパーティションの複製（クローニング）ならびにイメージ作成（イメージング）用。
- KNOPPIX - Debian系のオリジナルLive CD。
  - Damn Small Linux - 名刺大のCDやUSB pendrive向けの軽量なKnoppix。
- MEPIS - Debian (APT compatible) 導入者向け。
  - antiX - Debian安定版派生の軽量なオリジナルLive CD。
  - MX Linux - Debian安定版派生で人気のあるLinuxディストリビューション。
- Morphix（ドイツ語版） - GNOMEやWindowマネージャーのfluxboxを使用。Debian系。
- Puppy Linux - バージョン 5 以降はDebian系もあり。
- PureOS - 完全に自由ソフトウェアだけで構成されている、プライバシーとセキュリティ、利便性に重点を置いているGNU/Linuxディストリビューション。
- sidux - Debian sid 系の、sidux プロジェクトによる 日本語版 Live CD。
- SLAX - Slax 9からはDebian系。元はSlackwareの派生ソフト。
- Tails - Debian系でプライバシーと匿名性に特化している。
- Ubuntu - 人気のあるDebian派生ディストリビューション。パソコン雑誌に雑誌社特製のLive CD/DVDとして付属される場合がある。
  - dyne:bolic（英語版） - マルチメディアの製作・配給向け。
  - elementary OS[2] : 独自のデスクトップ環境「Pantheon」を採用したMacOS風の画面。Ubuntu派生でLive起動にも対応。
  - Linux Mint : MATEやCinnamonの採用で見た目やソフトウェア環境を改善し、マルチメディア関係のコーデックを充実させている。Ubuntu派生とDebian派生があり、Live起動にも対応。
  - Voyager[3][4][5] - Xubuntuから派生したフランス産のOSで、Xfceを採用したMacOS風の画面が美しい。32bit版と64bit版があり、Live起動にも対応。
- WindOS - Debian Squeeze派生で作られた軽量OS。

#### Fedora系
- Fedora - Fedora 7より同時公開。Fedora Project内のFedoraLiveCDプロジェクトによる開発。
  - Berry Linux - 日本で制作されているLive CD。Fedora派生。
- Mandriva One - MandrivaによるLive CD。GNOME版とKDE版がある。
  - PCLinuxOS - MandrakeによるLive CDプロジェクト。
- TurboLinux - 日本製。無料ライブCD版は2008と12.5の2バージョンが存在する。

#### Slackware系
- SLAX - Slax 8まではSlackwareの派生版。モジュールと非常に簡単なリマスターを持つ。

#### Gentoo系
- Sabayon Linux - Gentoo Linuxの派生ディストリビューション。Gentooの特徴であるカスタマイズはなりを潜めているが、様々なアプリケーションが同梱されている。

#### その他のLinux
- Puppy Linux - 50-90MB前後の軽量Live CD。CDやDVD自身へのデータ書き戻し可能。
  - Yara OSX[6][7] - Puppy Linux派生。Xfceを採用したMacOS風の画面。日本語化も可能[8][9]。
- Tiny Core Linux - GUIを装備していながら容量10MB前後の軽量Linuxディストリビューション。
- Ophcrack - Windowsパスワード解析用。元はSLAXを母体としたが、ver3.3.0以降はSliTaz GNU/Linux 派生。
- android x86(64) - androidをpc上で動かすためのLive CD。64bit cpuのための物はx64と呼ばれる。

#### OpenSolaris系のLive CD
- SchilliX（英語版） - OpenSolarisによる初めてのLive CD。
- BeleniX（英語版）
- Nexenta（英語版）
- marTux（英語版）

#### その他のUNIX系OSから派生したLive CD
- Hurd - GNU HurdのLive CD。
- BeOS - BeOSのCDは全てLive CDモードでも動作する。ただし、PowerPCバージョンにおいては Mac OS 8による起動が必要となる。
- MINIX
- Plan 9 from Bell Labs - Plan 9のCDをPCで動くようにしたLive CD。

### Apple Macintosh OS系のLive CD
- フロッピーディスク上またはCD上にあるMac OSのシステムフォルダ
- BootCD from Charlessoft for Mac OS X
- Clone X from Tri-Edre for Mac OS X - Commercial Product
- PureDarwin nano - Mac OS X v10.5の核であるDarwin 9を基に開発。FreeBSD派生。
- DasBoot（英語版） by SubRosaSoft.com
- OSx86 (x86 only)

### マイクロソフトWindows系のLiveCD
- Microsoft Windows Preinstallation Environment（Windows プレインストール環境） - Windowsのインストールを簡便にするために用意されたOS。Windows PEとも呼ばれる。
- Windows Recovery Environment（Windows 回復環境） - Windowsの障害を修復・復元するためのOS。内部的にはWindows PE。Windows REとも呼ばれる。
- BartPE - Windows XP / Windows 2003ベース。導入CDからLive CDを作成する。
- ReactOS - LiveCD版[10]

### IBM PC DOS・MS-DOS系のLiveCD
- TownsOS
- 911 Rescue CD（前述）
- FreeDOS - LiveCD版[11]

### その他のOSを基盤としたLive CD
- OpenVMS - OpenVMSの導入CDは起動可能なLive CDとなっている。起動方法の詳細は導入CDの/plan9dist/download.htmlを参照。
- SkyOS
- OS/2 Ecomstation Demo